# Station Libiąż
Station Libiąż is een spoorwegstation in de Poolse plaats Libiąż.